# 熊谷市立吉見小学校
熊谷市立吉見小学校（くまがやしりつ よしみしょうがっこう）は、埼玉県熊谷市にある公立小学校である。

## 沿革
- 1873年（明治6年）8月15日 - 冑山学校として、武蔵国熊谷県大里郡冑山村賢木ヶ丘(現在の埼玉県熊谷市冑山)に創設される。根岸武香が学校置立掛と学区取締として、学校設立の中心となった。学区は、大里郡冑山村、小八ッ林村、箕輪村、相上村、玉作村、津田村、向谷村、比企郡大谷村、東平村、野田村、山田村、岡郷村の12村であった。学区が広範囲に及んだため、四つの分校が置かれ、第一分校に大谷村と山田村、第二分校に津田村と向谷村、第三分校に東平村、第四分校に野田村の児童がそれぞれ通学した。
- 1885年（明治18年）3月 - 第三次教育令公布により、各分校が独立した。
- 1889年（明治22年）4月 - 7村の合併により大里郡吉見村が発足。同村の全域(大字冑山、小八ッ林、箕輪、相上、玉作、津田、向谷)が学区となり冑山小学校に改称される。
- 1893年（明治26年）6月 - 吉見尋常小学校に改称される。
- 1922年（大正11年） - 吉見村大字箕輪北廊遺跡に移転される。
- 1955年（昭和30年）1月1日 - 市田村との合併により大里郡大里村が発足。大里村立吉見小学校に改称される。
- 1986年（昭和61年） - 校舎改築。その際の発掘により、多量の縄文土器、弥生土器の破片と、多数の縄文時代や弥生時代の遺構が検出された。
- 2002年（平成14年）4月 - 町制施行により大里町立吉見小学校に改称される。
- 2005年（平成17年）10月 - 熊谷市との合併により熊谷市立吉見小学校に改称される。
- 2015年（平成27年） - 第82回NHK全国学校音楽コンクール：関東甲信越ブロックの埼玉県小学校の部で奨励賞を受賞[1]。

## 校是
『以和為貴』

## 学校教育目標
- かしこく、やさしく、たくましく
- よく学ぶ子　信頼され、思いやりのある子　みんなで頑張る子

## 校区
- 熊谷市相上、冑山、小八林、箕輪、船木台、玉作、津田、向谷。

## 主な卒業生
- 長島恭助（旧大里町名誉町民、さいたま市名誉市民。元・埼玉銀行頭取、会長、元・協和埼玉銀行相談役、元・浦和商工会議所会頭）
- 福田勝美（熊谷市議会議員）